# Louis Armstrong
Louis Daniel Armstrong, występujący pod pseudonimami artystycznymi Satchmo, Satch lub Pops (ur. 4 sierpnia 1901 w Nowym Orleanie, zm. 6 lipca 1971 w Nowym Jorku) – amerykański trębacz i wokalista jazzowy.
Wyróżniał się stylem gry na trąbce i wokalistyką jazzową, do której wprowadził śpiew scatem. Jeden z najwybitniejszych trębaczy i muzyków jazzowych w historii muzyki. W 1990 został wprowadzony do Rock and Roll Hall of Fame. Jego imieniem nazwany został stadion w kompleksie tenisowym USTA National Tennis Center.

## Życiorys

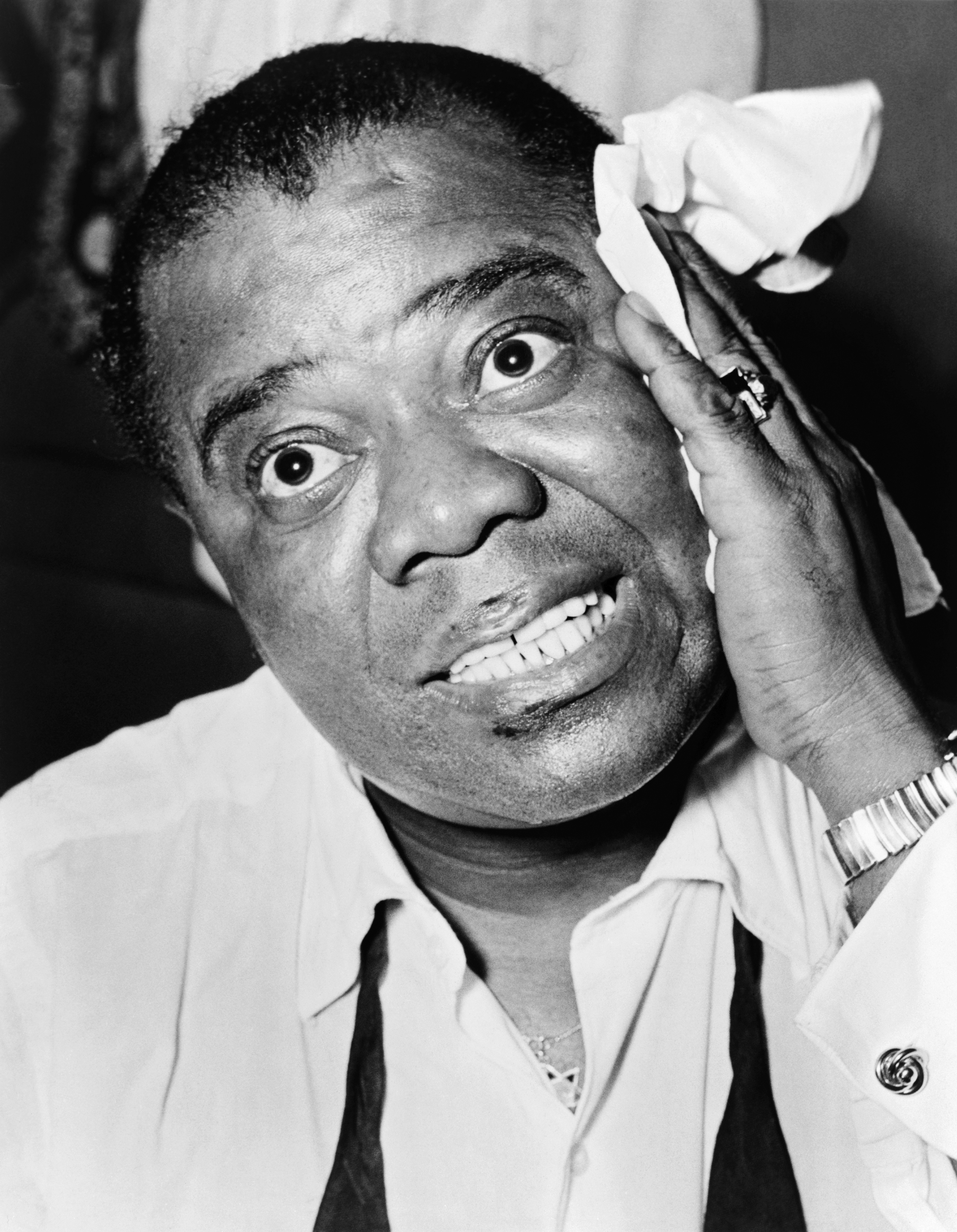
Armstrong (1953)

Urodził się 4 sierpnia 1901, choć sam utrzymywał, że 4 lipca 1900. Pochodził z biednej rodziny mieszkającej w Nowym Orleanie (Luizjana). Był synem Williego Armstronga (zm. 1933) i Mayann Albert. Miał młodszą siostrę, Beatrice. Gdy był dzieckiem, jego rodzice się rozstali i pozostawili syna pod opieką babki, Josephine Armstrong. Wychował się w środowisku biedoty, wśród ludzi żyjących na pograniczu prawa. Dorabiał, sprzedając gazety i śpiewając w ulicznym kwartecie. Gdy miał sześć lat, znalazł się pod opieką Karnoffskich, żydowskiej rodziny pochodzącej z Litwy, która przyjęła go do siebie, karmiła i wychowywała traktując jak członka rodziny. Jako dziecko uczęszczał do szkółki niedzielnej, gdzie dużo śpiewał.
W 1914 trafił do zakładu poprawczego za nielegalne korzystanie z broni palnej. Tam zafascynował się muzyką, rozpoczął naukę śpiewu, uczył się grać na kornecie i grał w zakładowej orkiestrze dętej, której ostatecznie został kierownikiem muzycznym. Po opuszczeniu zakładu poprawczego w 1915 zamieszkał z ojcem i macochą, Gertrudą; z tego związku miał troje przyrodniego rodzeństwa: braci Williego i Henry’ego oraz siostrę Gertrudę. Po wyjściu na wolność kontynuował grę na kornecie, m.in. występował w knajpach, a także na potańcówkach, piknikach miejskich, pochodach świątecznych i pogrzebach. Na zakup własnego instrumentu dał mu zaliczkę Morris Karnoffsky. Przez kolejne lata dorabiał, rozwożąc węgiel w C. A. Andrews Coal Company i sprzedając gazety, pracował także m.in. przy rozładunku towaru w porcie oraz jako pomocnik rozwoziciela mleka i pracownik firmy wyburzającej stare budynki. Ok. 1917 współtworzył zespół instrumentalny, podjął też naukę gry na kornecie u Joe King Olivera. W 1918 dołączył do orkiestry Kida Ory, poza tym występował gościnnie w innych zespołach, m.in. Tuxedo Brass Band. Następnie został muzykiem w zespole Fate’a Marable’a. W 1921 zaczął występować w kabarecie Toma Andersona oraz został stałym członkiem zespołu Tuxedo Brass Band.
W 1922 przeprowadził się do Chicago, gdzie został zaproszony przez Joe King Olivera do gry jako drugi kornet w jego zespole Creole Jazz Band w „Lincoln Gardens”. W Chicago dokonał też swoich pierwszych nagrań. W 1924 wyjechał do Nowego Jorku, gdzie grał w big-bandzie Fletchera Hendersona.  W następnym roku wrócił do Chicago, gdzie grał w orkiestrach Erskine’a Tate’a i Carrolla Dickersona. W latach 1926–1927 prowadził własne zespoły: Hot Five i Hot Seven. W 1929 występował w rewii „Hot Chocolates” na Broadwayu. W latach 1932–1935 koncertował po Europie.
W 1936 zadebiutował jako aktor rolą w filmie Pennies from Heaven. W trakcie kariery zagrał w ponad 30 filmach, m.in. Hello Dolly.
W 1944 zagrał wielki koncert jazzowy w Metropolitan Opera w Nowym Jorku. Po II wojnie światowej prowadził mniejsze zespoły pod nazwą All Stars. W latach 60. odbył tournée artystyczne, podczas którego odwiedził kilka państw afrykańskich. Występował często w duecie z Ellą Fitzgerald.

## Śmierć i pogrzeb

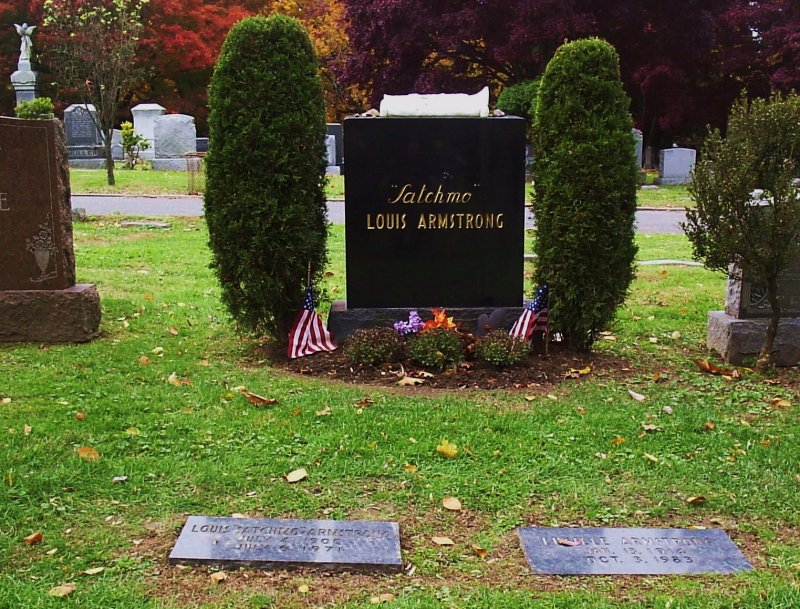
Grób Louisa Armstronga

Zmarł na zawał serca we śnie 6 lipca 1971. W chwili śmierci przebywał w Queens, w Nowym Jorku. Został pochowany na cmentarzu we Flushing w Queens w Nowym Jorku.
W ostatniej drodze wśród honorowo niosących trumnę byli m.in.: Bing Crosby, Ella Fitzgerald, Dizzy Gillespie, Pearl Bailey, Count Basie, Harry James, Frank Sinatra, Ed Sullivan, Earl Wilson, Alan King, Johnny Carson i David Frost. Na uroczystościach żałobnych Peggy Lee zaśpiewała utwór „The Lord’s Prayer”, a Al Hibbler – „Nobody Knows the Trouble I’ve Seen”, natomiast ostatnią mowę wygłosił Fred Robbins, wieloletni przyjaciel Armstronga.

## Życie prywatne
Był żonaty z Daisy Parker, a w 1924 ożenił się z pianistką Lil Hardin.

## Dyskografia
- 1947 – New Orleans wspólnie z Billie Holiday (23 utwory, czas: 54'34")
- 1950
  - Jazz Concert (nagrano: 1950.04.26-27)
  - New Orleans Days (nagrano: 1950.04.26-27)
  - New Orleans to New York
- 1951 – Satchmo at Pasadena (10 utworów, czas: 48'5")
- 1952
  - Satchmo at Symphony Hall, Vol. 2 (nagrano: 1947.11.30)
  - Satchmo Serenades (18 utworów, 55')
- 1954
  - Louis Armstrong Sings the Blues
  - Satchmo at Symphony Hall (15 utworów, 70'27")
  - Latter Day Louis
  - Louis Armstrong Plays W.C. Handy (16 utworów, 76'37")
- 1955.01.21 – Louis Armstrong at the Crescendo, Vol. 1 (nagrano: 1955.01.21)
- 1955 – Satch Plays Fats: The Music of Fats Waller (21 utworów, 38'2")
- 1956.06.01 – The Great Chicago Concert 1956 2-płytowy album (26 utworów, 122'45")
- 1956.07.06 – American Jazz Festival at Newport (nagrano: 1956.07.06)
- 1956 – Ambassador Satch (13 utworów, 54'7")
- 1956 – Ella and Louis wspólnie z Ellą Fitzgerald (11 utworów, 54'6")
- 1956 – Satchmo the Great [Columbia] (26 utworów, 48'39")
- 1956 – High Society (soundtrack z filmu Wyższe sfery)
- 1957.10.14 – Louis Armstrong Meets Oscar Peterson
- 1957 – I’ve Got the World on a String
- 1957 – Mack the Knife [Pablo]
- 1957 – Ella & Louis Again
- 1957 – Louis and the Angels
- 1957 – Satchmo: A Musical Autobiography
- 1957 – Louis Under the Stars
- 1958
  - Louis and the Good Book (20 utworów, 62'21")
  - Porgy & Bess wspólnie z Ella Fitzgerald (15 utworów, 66'14")
- 1959.05.14 – Satchmo in Style (16 utworów, 48'59")
- 1960 – Louis & the Dukes of Dixieland [Audio Fidelity] (nagrano: 1960.05.24)
- 1960.07.01 – Happy Birthday, Louis! Armstrong & His All-Stars (20 utworów, 62'40")
- 1960.12.14 – Paris Blues (nagrano: 1960.12.14)
- 1960 – Bing & Satchmo wspólnie z Bingiem Crosbym (12 utworów, 38'51")
- 1961 – Recording Together for the First Time wspólnie z Dukiem Ellingtonem (10 utworów nagranych: 1961.04.03-04)
- 1964.10.25 – Hello, Dolly! (12 utworów, 37'50")
- 1966 – Louis 2-płytowy album (53 utwory, 123'28")
- 1968.03 – Disney Songs the Satchmo Way (10 utworów, 31'18")
- 1968 – What a Wonderful World (11 utworów, 30'52")
- 1968 – I Will Wait for You (nagrano: 1967.12-1968.03)
- 1970 – What a Wonderful World (10 utworów nagranych: 1970.05.26-27)

## Upamiętnienie
- Postać Louisa Armstronga przedstawił polski rysownik Janusz Christa w 8 odcinkowym komiksie Opowieść o Armstrongu opublikowanym w czasopiśmie „Jazz” z 1957 roku[33]
- Jest patronem amfiteatru w Iławie, którego powstanie w 1995 r. wiąże się z festiwalem jazzowym „Złota Tarka”.
- W Częstochowie obok filharmonii znajduje się pl. Louisa Armstronga, na którym znajduje się pomnik artysty. Autorem pomnika jest częstochowski rzeźbiarz Jerzy Kędziora